# El Segundo (Kalifornia)
El Segundo – miasto w Stanach Zjednoczonych, w stanie Kalifornia, w hrabstwie Los Angeles. Położone nad Zatoką Santa Monica, założone 18 stycznia 1917 roku i jest jednym z Beach Cities. Liczba mieszkańców: 16 654 według spisu z 2010 roku.
W mieście rozwinął się przemysł lotniczy, zabawkarski, elektroniczny oraz petrochemiczny.